# Frederic Harrison

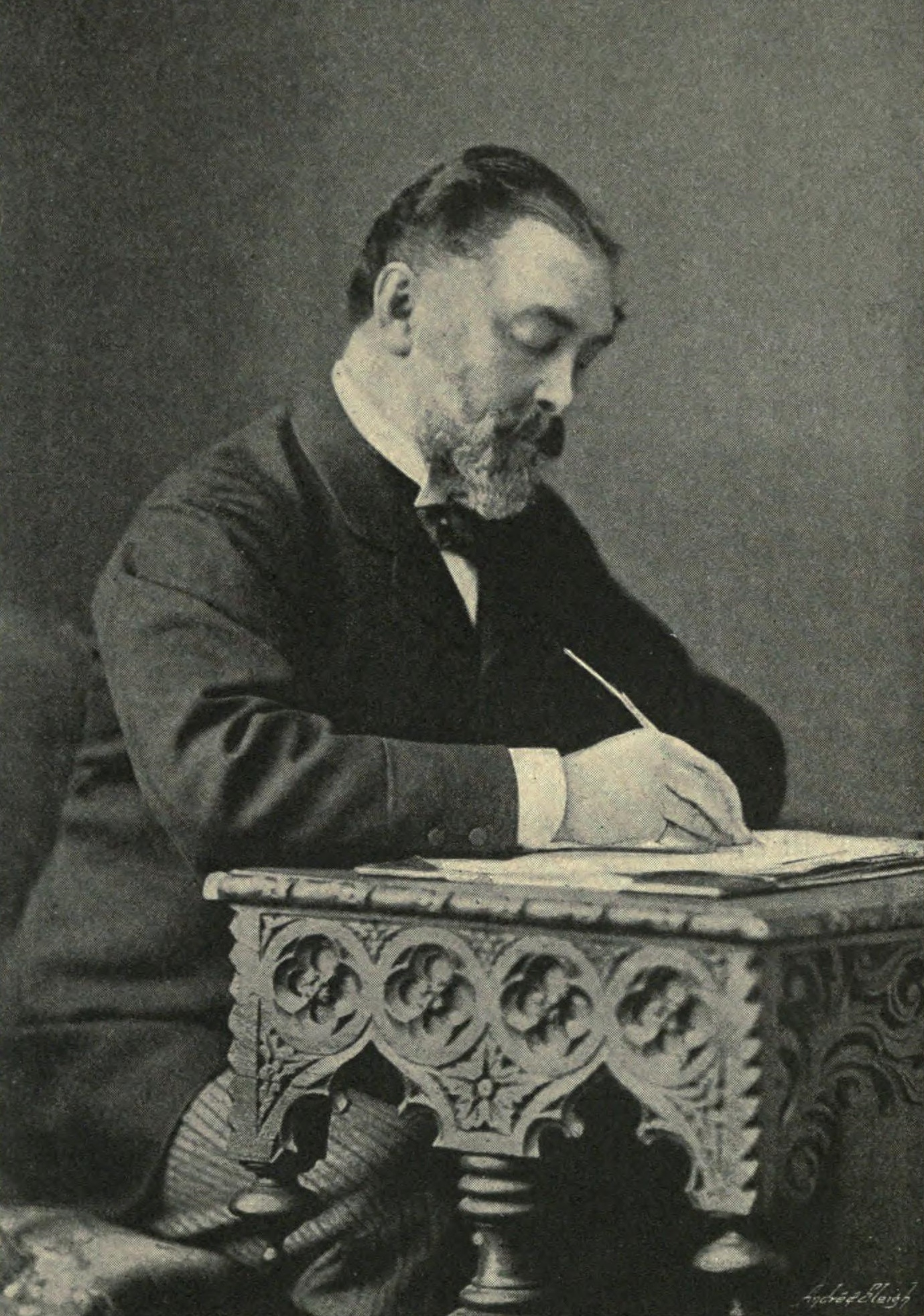
Frederic Harrison

Frederic Harrison, född 18 oktober 1831, död 14 januari 1923, var en brittisk författare och filosof.
Efter studier i Oxford verkade Harrison som praktiserande jurist, och var 1877-82 professor i rättsvetenskap och tog aktiv del i dagspolitiken på det liberala partiets sida. Han gjorde sig även gällande som historisk författare men verkade framför allt som ledare för den positivistiska rörelsen i England och grundade av dess organ The positivist review. Med hänförelse omfattade han Auguste Comtes sociologi och humanitetsreligion och hoppades på samhällslivets förnyelse i dess anda. Genom sin praktiska idealism och sitt oförfärade frihetspatos företrädde han de bästa sidorna i den victorianska tidens liberalism, vars idéer han alltid förblev trogen. Bland Harrisons skrifter märks: Meaning of history (1862), National and social problems (1908), samt Realities and ideals (1908).